# Castell d'Aguilar (Montmajor)
El Castell d' Aguilar se situa al nucli de Gargallà, dins del terme municipal del Comú de Montmajor (Baix Berguedà), en un punt on el Berguedà delimita amb les comarques veïnes del Bages i el Solsonés.
D'aquesta edificació actualment en resten uns murs i un munt de runes, que ressalten en el perfil de l'horitzó, junt amb l'església, que es troba ben a prop.. Actualment, tant les restes del castell, com l'església de Santa Maria formen part de la casa del Sunyer d'Aguilar.

## Història
Primitivament havia estat una parròquia, que tenia l'església situada al peu del castell, amb algunes cases, que segons el cens de l'any 1787 hi vivien unes 59 persones, mentre que l'any 1806 n'eren 10. Cal dir que era un castell termenat d'on procedí el llinatge dels Aguilar, En aquesta baronia s'hi comptaven masos que passaren a formar part de la parròquia de Correà, com l' Hospital o Cal Bisbe, etc.
El 1600 ja existia la casa i família Sunyer. L'any 1623, els territoris de la zona passaren del Bisbat d' Urgell al Bisbat de Solsona. Aleshores la parròquia va esdevenir una sufragània del Pujol de Planès, fins a l'any 1897 quan va haver-hi la reforma del bisbe Riu, que la traspassà a Sant Andreu de Gargallà.
Cal dir que l'ensorrament del castell fou el resultat dels decrets del rei Felip V, principalment del Decret de Nova Planta.

## Església de Santa Maria d'Aguilar
L'església actual es tracta d'una edificació relativament moderna, tot i que segurament s'aprofitaren elements anteriors, a més de la pedra. A la llinda de la portalada hi posa 1833 (possiblement es tracta de la data de la façana o potser només de la reconstrucció del mateix portal. Està construïda de cara al sud i l'altar al nord, on hi havia l'altar major; a ponent hi ha un altre altar i a l'altra banda, n'hi havia hagut un altre, que fou destruït durant la Guerra Civil del 1936.